# بيل كارترايت (لاعب كرة قدم)
بيل كارترايت (بالإنجليزية: Bill Cartwright)‏ (24 يونيو 1884 في المملكة المتحدة - ) هو لاعب كرة قدم بريطاني (وحمل سابقاً جنسية المملكة المتحدة لبريطانيا العظمى وأيرلندا) في مركز الدفاع. لعب مع تشيلسي وتوتنهام هوتسبير وسوانزي سيتي ونادي غيلينغهام ونادي غاينسبورو ترينيتي.